# 오토데스크 레빗
오토데스크 레빗(Autodesk Revit)은 건축가, 풍경 아키텍트, 구조 공학자, 기계, 전기, 배관 공학자, 디자이너, 계약자들을 위한 빌딩 정보 모델링 소프트웨어 도구이다. 오리지널 소프트웨어는 1997년 설립된 찰스 리버 소프트웨어(2000년에 레빗 테크놀로지 코퍼레이션으로 개명)가 개발하였다가 2002년 오토데스크에 인수되었다. 이 소프트웨어를 통해 사용자는 빌딩 및 구조, 그리고 3차원 모델링의 컴포넌트의 설계가 가능하고 2D 초안 요소로 모델의 어노테이션이 가능하며 빌딩 모델의 데이터베이스로부터 빌딩 정보 접근이 가능하다.